# 特施

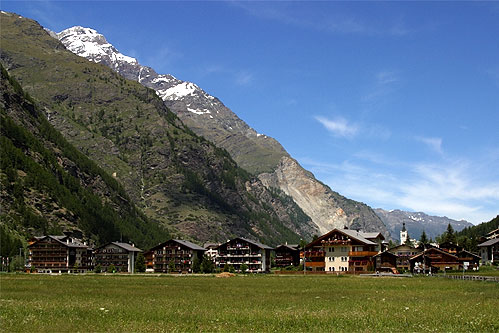

特施是瑞士的城鎮，位於該國南部，由瓦萊州負責管轄，面積58.72平方公里，海拔高度1,449米，2011年人口1,147，八成半人口信奉羅馬天主教，人口密度每平方公里20人。